# فتنة إيلين هيوز (رواية)
فتنة إيلين هيوز (بالإنجليزية: The Temptation of Eileen Hughes)‏ هي رواية للكاتب الكندي برايان مور، نشرت عام 1981، عن دار نشر جوناثان كيب في المملكة المتحدة وأخرى.